# Менцунь-Хуейський автономний повіт
38°03′13″ пн. ш. 117°06′04″ сх. д. / 38.05366° пн. ш. 117.10116° сх. д.
Менцунь-Хуейський автономний повіт (кит. 孟村回族自治县, пін. Mèngcūn Huízú Zìzhìxiàn) — один із повітів КНР у складі префектури Цанчжоу, провінція Хебей. Адміністративний центр — містечко Менцунь.

## Географія
Менцунь-Хуейський автономний повіт лежить у східній частині префектури на річці Сюаньхуей.

### Клімат
Повіт знаходиться у зоні, котра характеризується вологим континентальним кліматом. Найтепліший місяць — липень із середньою температурою 26,7 °C. Найхолодніший місяць — січень, із середньою температурою -3,8 °С.
| Клімат повіту Менцунь-Хуей | Клімат повіту Менцунь-Хуей | Клімат повіту Менцунь-Хуей | Клімат повіту Менцунь-Хуей | Клімат повіту Менцунь-Хуей | Клімат повіту Менцунь-Хуей | Клімат повіту Менцунь-Хуей | Клімат повіту Менцунь-Хуей | Клімат повіту Менцунь-Хуей | Клімат повіту Менцунь-Хуей | Клімат повіту Менцунь-Хуей | Клімат повіту Менцунь-Хуей | Клімат повіту Менцунь-Хуей | Клімат повіту Менцунь-Хуей |
| Показник                   | Січ.                       | Лют.                       | Бер.                       | Квіт.                      | Трав.                      | Черв.                      | Лип.                       | Серп.                      | Вер.                       | Жовт.                      | Лист.                      | Груд.                      | Рік                        |
| Середній максимум, °C      | 2,6                        | 6,5                        | 12,8                       | 20,6                       | 26,4                       | 31,5                       | 31,7                       | 30,3                       | 26,9                       | 20,7                       | 11,5                       | 4,4                        | 18,8                       |
| Середня температура, °C    | −3,8                       | −0,4                       | 6                          | 13,8                       | 19,7                       | 25                         | 26,7                       | 25,3                       | 20,5                       | 13,9                       | 5,1                        | −1,7                       | 12,5                       |
| Середній мінімум, °C       | −9                         | −5,8                       | 0,1                        | 7,3                        | 13,1                       | 18,8                       | 22,2                       | 20,9                       | 14,9                       | 8,2                        | −0,1                       | −6,6                       | 7                          |
| Норма опадів, мм           | 3.2                        | 5.3                        | 9.9                        | 20.2                       | 36.3                       | 69.7                       | 183.6                      | 109.1                      | 40.1                       | 32.1                       | 11.5                       | 3.4                        | 524.4                      |
| Вологість повітря, %       | 60                         | 56                         | 55                         | 58                         | 64                         | 64                         | 78                         | 82                         | 74                         | 67                         | 67                         | 64                         | 65.8                       |
| -------------------------- | -------------------------- | -------------------------- | -------------------------- | -------------------------- | -------------------------- | -------------------------- | -------------------------- | -------------------------- | -------------------------- | -------------------------- | -------------------------- | -------------------------- | -------------------------- |
| Джерело: data.cma.cn       |                            |                            |                            |                            |                            |                            |                            |                            |                            |                            |                            |                            |                            |